# Sarmīte Ēlerte

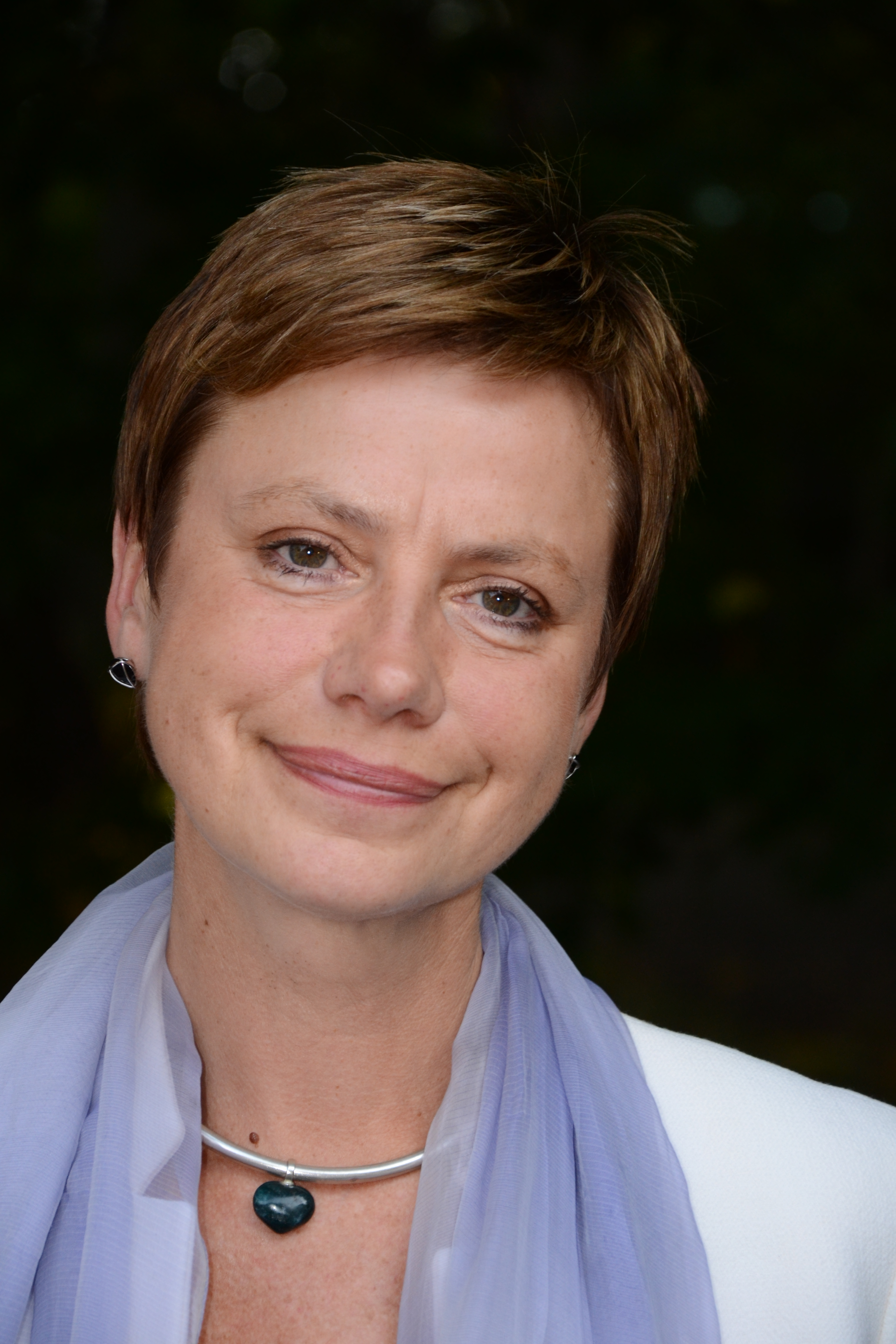
Sarmīte Ēlerte

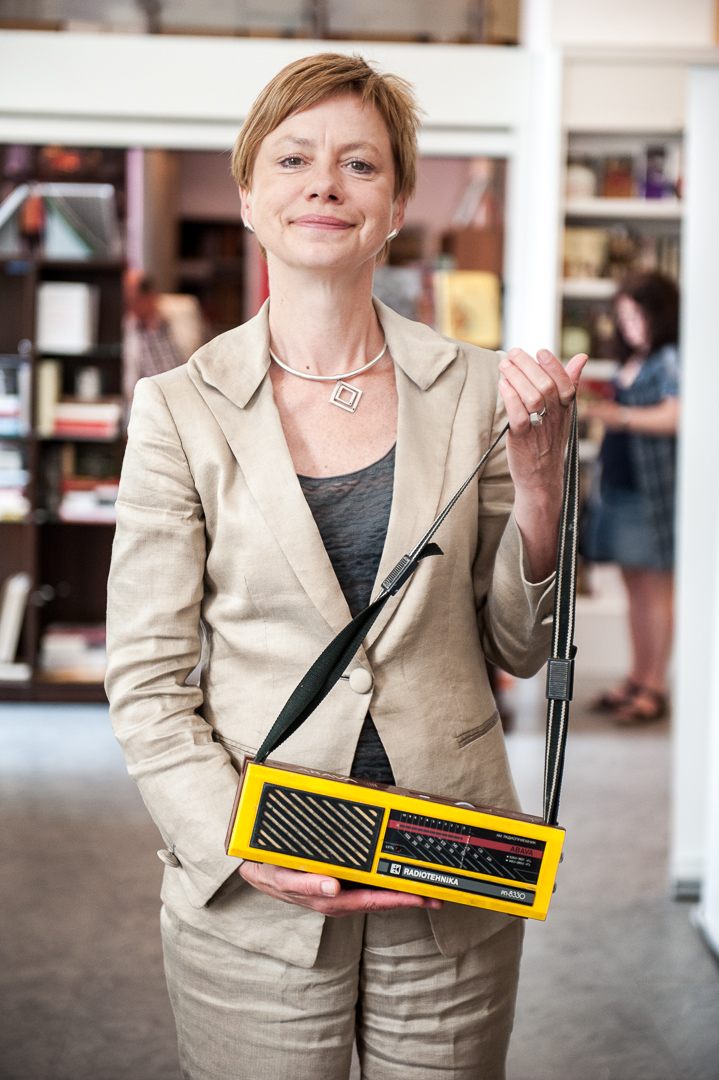
Sarmīte Ēlerte på Europeana 1989:s Collection Days i Warszawa, juni 2013.

Sarmite Ēlerte, född den 8 april 1957 Riga, Lettiska SSR, är en lettisk politiker, ledamot av partiet Medborgarunionen och Lettlands kulturminister sedan 3 november 2010.
Hon tog examen vid fakulteten för journalistik av Lettlands universitet 1980. Under 1983–1988 studerade hon filmkritiker på Allryska statliga kinematografiska institutet i Moskva. Från 1978 till 1988 arbetade hon som journalist på tidningen "Māksla Literature". År 1988 anslöt hon sig till den politiska organisationen Latvijas Tautas fronte där hon organiserade informationsavdelningen. Efter segern för organisationen i valet 1990 var hon chef för informationscentret i Supreme Council of the Republic of Latvia. Där tjänstgjorde fram till 1991. År 1990 utsågs hon till chef för den nyskapade tidningen "Diena" och två år senare blev hon chefredaktör för tidningen. Hon behöll den positionen fram till 2008. Hon var chef i Soros Foundation 1997–2006. År 2007 var hon en av grundarna av European Council on Foreign Relations, där bland andra Mart Laar, Martti Ahtisaari, Joschka Fischer och George Soros deltog..